# Argentijnse muziek
In Argentijnse muziek is de tango waarschijnlijk het bekendst. De Argentijnse tango is enerzijds populaire volksmuziek, anderzijds wordt zij in de werken van onder andere de componist Ástor Piazzolla als volwaardige kunstmuziek beschouwd.
De bandoneon is het typische instrument voor de tango. Voorts spelen piano, contrabas, viool en zang een prominente rol.